# Lữ Giang (nhà thơ)
Lữ Giang, tên thật là Trần Xuân Kỳ (1928–2005), là một nhà thơ Việt Nam, được biết nhiều là tác giả bài thơ Tiếng đàn bầu được nhạc sĩ Nguyễn Đình Phúc phổ nhạc.

## Tiểu sử
Lữ Giang, tên thật là Trần Xuân Kỷ. Ông sinh ngày 15 tháng 3 năm 1928, quê ở xã Công Chính, huyện Nông Cống, Thanh Hóa. Ông là hội viên Hội Nhà văn Việt Nam, hội viên Hội Nhà văn Hà Nội, được biết nhiều là tác giả bài thơ Tiếng đàn bầu được nhạc sĩ Nguyễn Đình Phúc phổ nhạc.
Trong kháng chiến chống Pháp, ông tham gia nhiều cơ quan ở địa phương. Hòa bình lập lại ông làm biên tập lâu năm của báo Chính nghĩa. Vừa làm báo, Lữ Giang vừa say mê viết văn và làm thơ. Ông đã viết được một loạt truyện ký và tiểu thuyết như Hạnh phúc trên thế gian (1978), Ánh sáng và mây mù (1979), Con Đức mẹ (1990) và Dốc sương mù (2003).
Nhà thơ, nhà văn Lữ Giang mất năm 2005.

## Tác phẩm

### Thơ
- Tiếng đàn bầu (1956)
- Qua Cẩm Giàng, nhớ Thạch Lam
- Lại về sông Thị
- Một bàn chân[2]
- Tuổi mười sáu
- Kỷ niệm về mẹ[3]

### Văn xuôi
- Hạnh phúc trên thế gian (tiểu thuyết, 1978)
- Ánh sáng và mây mù (tiểu thuyết, 1979)
- Con Đức mẹ (tiểu thuyết, 1990)
- Dốc sương mù (tiểu thuyết, 2003)

### Về bài thơTiếng đàn bầu
Theo lời kể của nhà thơ Lữ Giang thì bài thơ Tiếng đàn bầu được ông sáng tác vào năm 1954, đây chính là lần ông được cùng người thân đạp xe từ Nghệ An ra Hà Nội dự buổi biểu diễn của Đoàn Văn công Quân đội do nhà thơ Hoàng Cầm chỉ đạo. Nhà thơ Lữ Giang không sao quên được cảm xúc của ông trong chuyến hành hương về thủ đô này: "Năm 1954, khi thủ đô được giải phóng, đạp xe từ Khu 4 về Hà Nội, tôi được nghe một nghệ sĩ biểu diễn đàn bầu. Ôi tiếng đàn bầu thánh thót, réo rắt đến vậy, làm xao xuyến lòng người... Khi Nguyễn Đình Phúc đọc bài thơ của tôi, tôi thấy anh rất tâm đắc với bài thơ này". Bài thơ Tiếng đàn bầu đăng trong tập thơ Nắng bên sông, NXB Tác phẩm mới, 1984:
Lắng tai nghe đàn bầu
Ngân dài trong đêm thâu
Tiếng đàn như suối ngọt
Cứ đưa hồn lên cao.
Tiếng đàn bầu của ta
Lời đằm thắm thiết tha
Cung thanh là tiếng mẹ
Cung trầm như giọng cha
Đàn ngày xưa não ruột
Có người hát xẩm mù
Ôm đàn đi trong mưa…
Mưa hòa cùng nước mắt
Đưa hồn ta lên cao
Đàn bầu làm suối ngọt
Tình yêu quê dâng trào
Thay cho dòng nước mắt
Bài thơ Tiếng đàn bầu của Lữ Giang được nhạc sĩ Nguyễn Đình Phúc phổ nhạc, rồi được Đài Phát thanh Tiếng nói Việt Nam và Đài Truyền hình phát đi nhiều lần đã in sâu vào lòng khán giả cả nước. Ca khúc được nghệ sĩ Kiều Hưng và sau là Trọng Tấn thể hiện rất thành công.
Năm 2000, ca sĩ Trọng Tấn hợp tác với Hồ Gươm - Audio sản xuất CD Tiếng đàn bầu.